# وتوانگ
وتوانگ (به انگلیسی: Wetwang) یک روستا و محله مدنی در بریتانیا است که در East Riding of Yorkshire واقع شده‌است. وتوانگ ۷۶۱ نفر جمعیت دارد.